# Акстельмейер, Станислав Рейнхард
Станислав Рейнхард Акстельмейер (англ. Axtelmeier) — немецкий писатель конца XVII и начала XVIII века.
Станислав Рейнхард Акстельмейер написал несколько небольших сочинений описывающих его путешествия.
Наиболее важный труд Акстельмейера, посвящён истории России, начиная с Ивана IV: «Das Moscowittische Prognosticon oder der glorwürdige Czaar Peter Alexowiz» (Аугсбург, 1698).
Автор был пленен гением Петра Великого и пытался разъяснить современникам, что старое пророчество грека Софоса о разрушении Турции белокурыми сынами севера (blondi figlii) может теперь легко осуществиться, если Российская империя  вступит для этого в союз с Польшей и Австрией.